# Veselinka
Veselinka je žensko osebno ime.

## Izvor imena
Ime Veselinka je izpeljano iz imena Veselka.

## Pogostost imena
Po podatkih Statističnega urada Republike Slovenije je bilo na dan 31. decembra 2007 v Sloveniji 28 oseb z imenom Veselinka.

## Osebni praznik
Veselinka lahko goduje skupaj z Veslko.